# Idílio

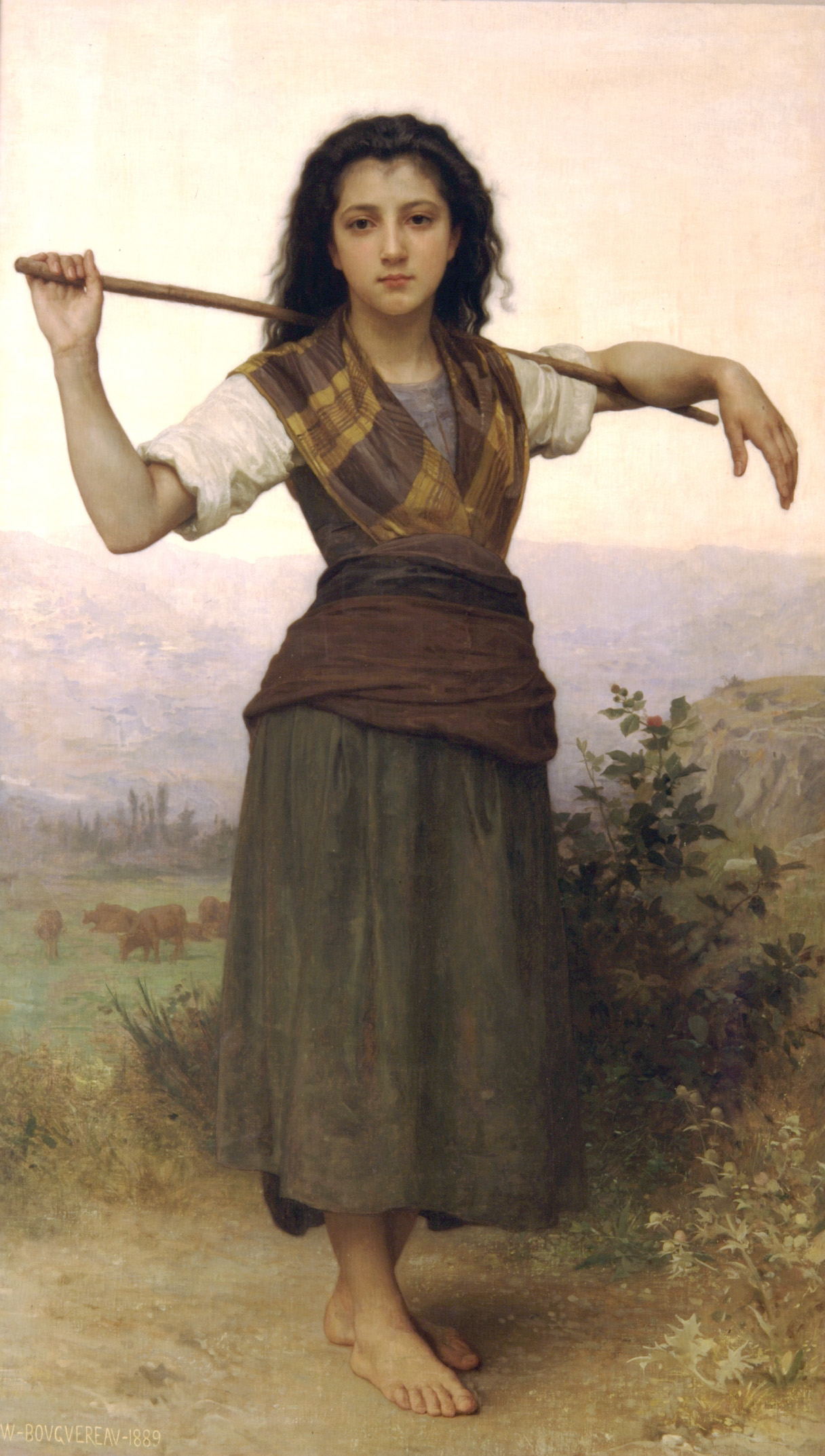
A Pastora por Bouguereau, 1889

Um idílio (do grego εἰδύλλιον, "poema curto") é uma poesia curta, descritivo da vida rústica, escrito no estilo dos curtos poemas pastorais de Teócrito, os Idílios.
Ao contrário de Homero, Teócrito não escreveu sobre heróis e guerras. Seus idílios são limitados a um pequeno mundo íntimo e descrevem cenas da vida cotidiana. Adeptos posteriores incluem os poetas romanos Virgílio e Catulo, os poetas italianos Torquato Tasso, Sannazaro e Leopardi, o poeta inglês Alfred Tennyson (Idílios do rei) e Nietzsche (Idílios de Messina). Goethe classificou seu poema Hermann e Doroteia — que Schiller considerou o próprio clímax na produção de Goethe — como um idílio.

## Terminologia
O termo é usado na música para se referir geralmente a uma sugestiva obra de uma vida pastoral ou rural, como Idílio da Floresta, de Edward MacDowell, e mais especificamente a uma espécie de entretenimento cortês francês (divertissement) da época barroca, onde um poema pastoral foi definido como música, acompanhada de balé e canto.
Nas artes visuais, um idílio é uma pintura que descreve o mesmo tipo de assunto encontrado na poesia idílica, geralmente com a vida rural ou camponesa como tema central. Um dos primeiros exemplos é o Très Riches Heures du Duc de Berry, do início do século XV. O gênero era particularmente popular nas pinturas inglesas da era vitoriana.